# Daucus aureus
Daucus aureus är en växtart i släktet morötter och familjen flockblommiga växter. Den beskrevs av René Louiche Desfontaines 1798.
Arten är en ett- eller tvåårig ört som förekommer i Medelhavsområdet samt på Kanarieöarna.